# Echo (satellite)
Pour les articles homonymes, voir Écho.
Les deux satellites Echo ont été construits par la NASA dans le cadre de la première expérimentation de satellites de communications. Chaque engin était un satellite ballon passif, dont la surface métallisée permettait la réflexion des ondes hertziennes. Deux points à la surface de la terre pouvaient ainsi être mis en relation via un rebond sur le satellite.

## Echo 1A

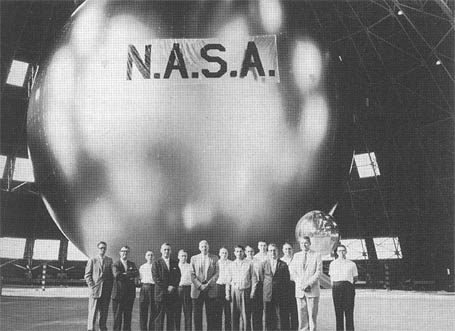
Echo 1 à Weeksville, aux États-Unis

À la suite de la perte de Echo 1 (échec du lanceur Delta, le 13 mai 1960), Echo 1A (souvent appelé Echo 1) fut lancé et placé  le 12 août 1960 sur une orbite initiale de périgée 988 km, d'apogée 1 841 km, inclinée à 47,3° et décrite en 114,4 minutes. Ce ballon de 100 pieds de diamètre (30,48 mètres) avait une enveloppe en Mylar (ou PET) métallisé d'une épaisseur de 0,0127 mm. Après ouverture de la sphère métallique qui le contenait, il  se gonfla lentement grâce à la vaporisation d'acide benzoïque qu'il contenait. L'orbite fut ensuite fortement perturbée par la pression des radiations solaires dont Echo 1A montra l'existance et l'effet sur les satellites légers et volumineux. 
Les premiers tests de transmissions furent effectués à partir du 20 août 1960 entre Goldstone et Crawford Hill (en) par les Bell Labs. Ils permirent la transmission intercontinentale de communications téléphoniques, radio et télévisées, en ondes courtes (3,3 mètres et 1,25 centimètres) avec un affaiblissement important à la réception. Pour ces essais la France utilisa la station de réception de Nançay dans le département du Cher ; la station pour Echo fut construite par la compagnie CGE (Compagnie générale d'électricité) pour le CNET (Centre national d'études des télécommunications). Depuis le sol, Echo 1A apparaissait plus brillant que la plupart des étoiles, traversant le ciel en un quart d'heure et est a probablement été vu par un grand nombre de personnes.
La longévité d'Echo 1A fut mise en doute dès son lancement en raison du risque de perforation par les météorites, dont l'abondance dans le proche espace était inconnue à l'époque, mais le satellite conserva son volume apparent. Il était également prévu qu'Echo 1A ne survivrait pas longtemps après son quatrième plongeon dans l'atmosphère en juillet 1963, bien que les estimations laissaient entrevoir la possibilité qu'il continue à orbiter jusqu'en 1964 ou au-delà. Il rentra et se consuma dans l'atmosphère le 24 mai 1968.

## Echo 2

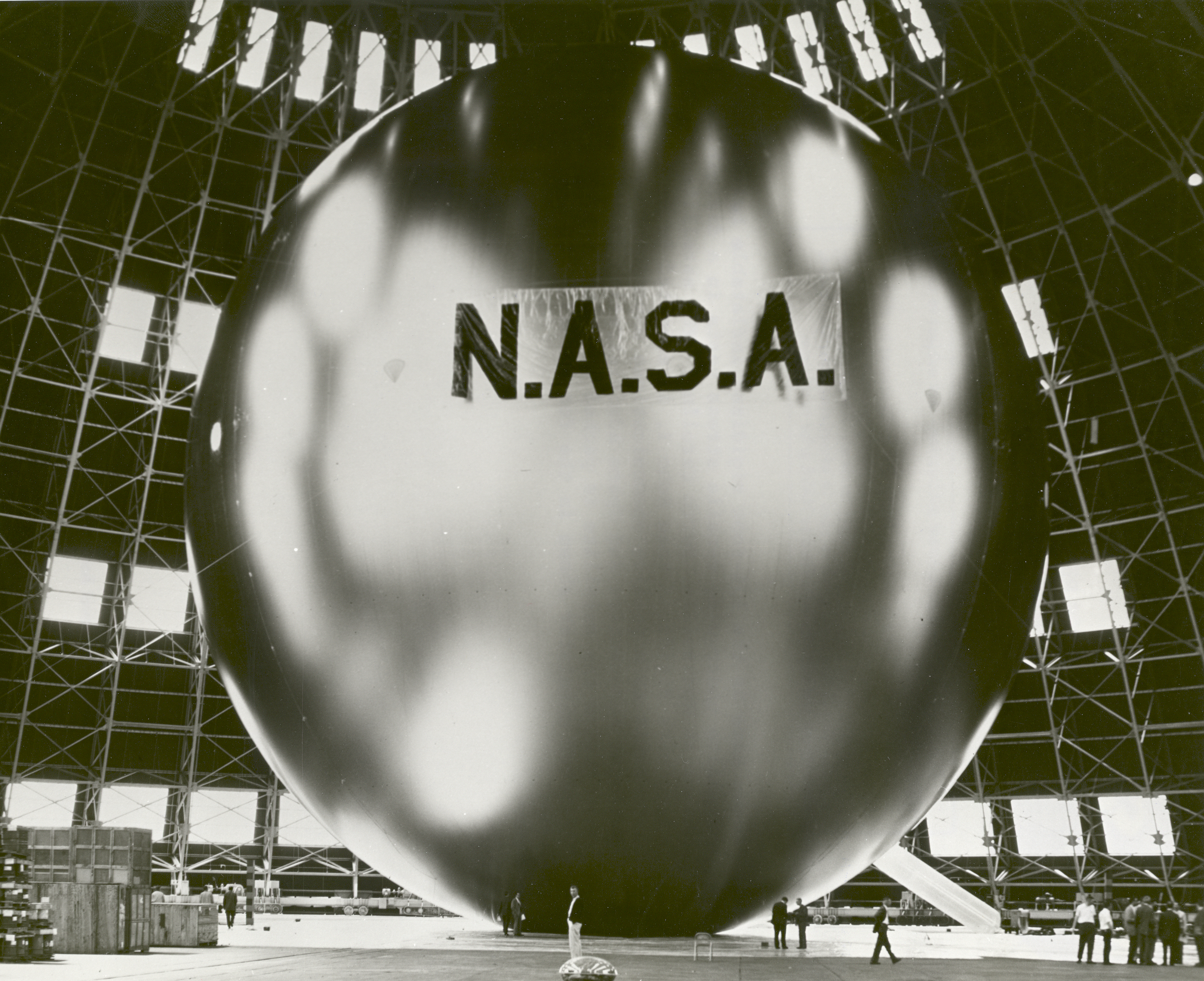
Echo 2 pendant un test, à Weeksville, aux États-Unis

Echo 2 était un ballon en Mylar métallisé de 41,1 mètres de diamètre dont le système de gonflage était amélioré de manière à rendre la surface plus lisse et plus sphérique. Le ballon était construit à partir d'un film mylar de 9 µm d'épaisseur pris en sandwich entre deux couches de papier d'aluminium de 4,5 µm d'épaisseur et collées ensemble. Il fut lancé le 25 janvier 1964 par une Thor-Agena B sur une orbite 1084km/1247km, inclinée à 81°, décrite en 108,7 minutes. Le gonflage progressif fut observé grâce à une camera de télévision fixée à l'étage Agena. Il fut utilisé à des fins de communications, ainsi que pour l'étude de la dynamique des engins spatiaux et la géodésie. La NASA abandonna les systèmes de communications passifs après Echo 2. Le ballon rentra dans l'atmosphère le 7 juin 1969.

## Utilisation militaire
Le programme Echo fournit des points de référence permettant la localisation précise de la ville de Moscou, rendue nécessaire par le développement de missiles balistiques intercontinentaux.

## Autre
La grande antenne à cornet de Holmdel, construite par Bell Labs pour le projet Echo, a ensuite été utilisée par Arno Penzias et Robert Woodrow Wilson pour leur découverte, récompensée par le prix Nobel, du rayonnement diffus cosmologique.

## Galerie

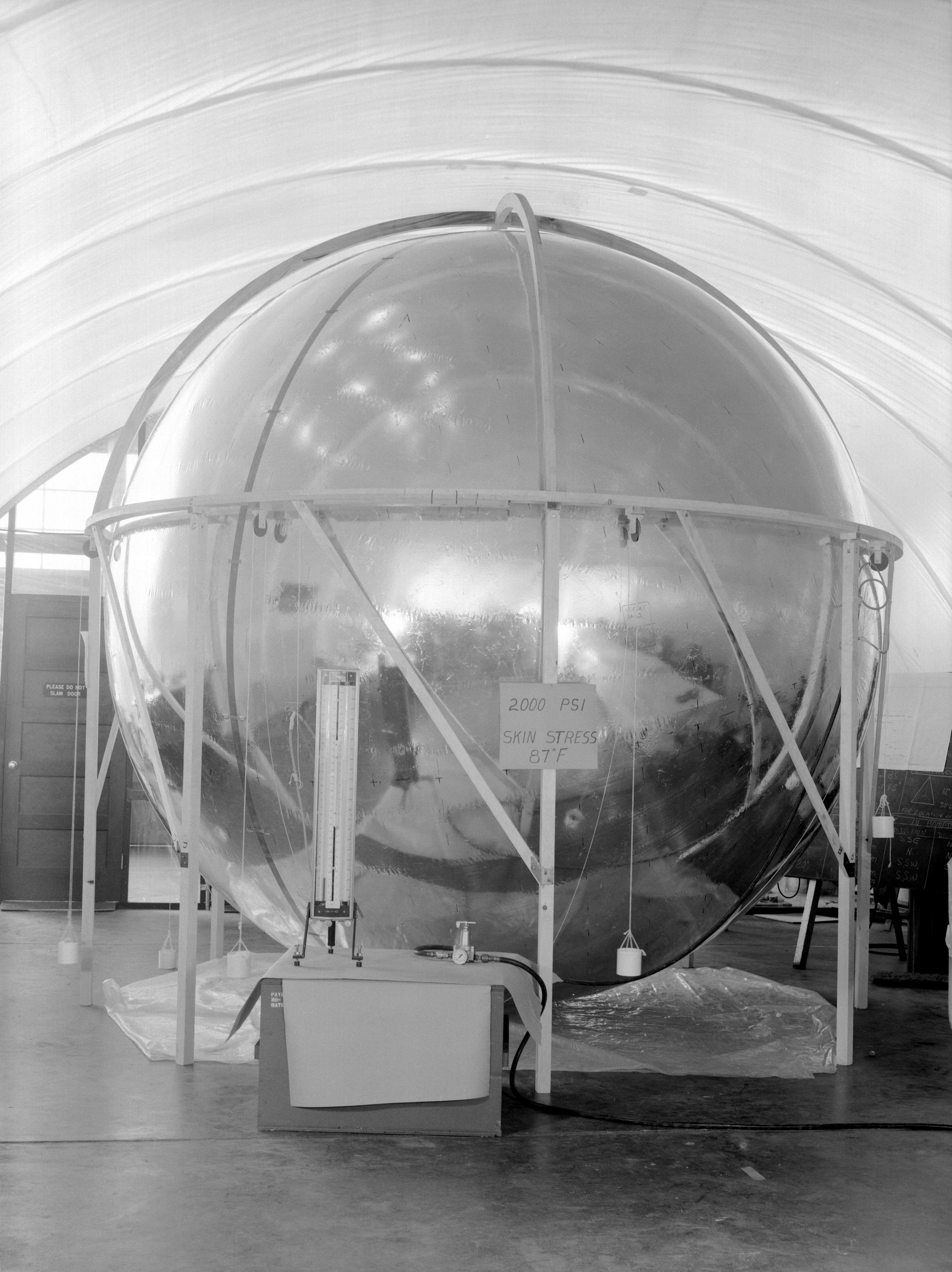
Prototype à l'échelle des satellites Echo soumis à un test le 1er mai 1960.
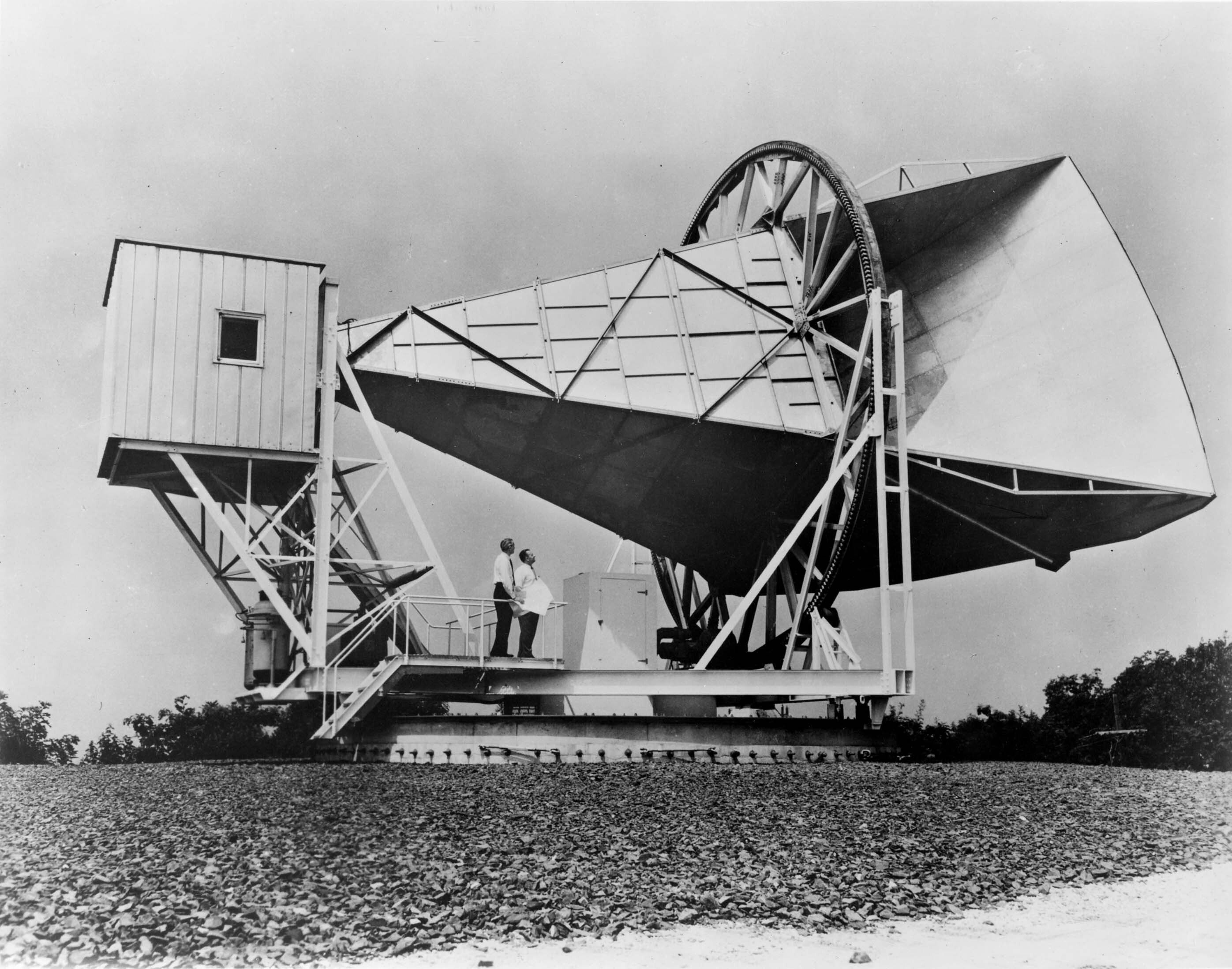
Antenne Holmdel Horn, construite pour le projet Echo, et utilisée plus tard pour découvrir le rayonnement diffus cosmologique.
- Vidéo des Bell Labs d'AT&T sur la première transmission vocale par satellite et les ingénieurs qui ont mené l'effort.

## Sources
1. ↑  « Echo 1, 1A, 2 Quicklook » [archive du 27 mai 2010], sur Mission and Spacecraft Library, NASA (consulté le 6 février 2010)
2. ↑  Fusées et Astronautique, p. 382.
3. ↑  Fusées et Astronautique, p. 269.
4. ↑  Fusées et Astronautique, p. 259.
5. ↑  (en) Jon Gertner, The idea factory : Bell Labs and the great age of American innovation, New York, Penguin Books, 2012, 422 p. (ISBN 978-1-594-20328-2 et 978-0-143-12279-1, OCLC 733230713)
6. 1 2  Fusées et Astronautique, p. 271.
7. 1 2  (en) Ron Miller, Satellites, Twenty-First Century Books, 1er septembre 2007 (ISBN 978-0-8225-7154-4, lire en ligne), p. 78
8. ↑  Fusées et Astronautique, p. 254.
9. ↑  Harrison M. Jones, I. I. Shapiro et P. E. Zadunaisky, « Solar Radiation Pressure Effects, Gas Leakage Rates, and Air Densities Inferred From the Orbit Of Echo I », North-Holland Publishing Company-Amsterdam, H. C. Van De Hulst, C. De Jager and A. F. Moore,‎ 1961 :« Les variations observées de l'orbite d'Echo - dues principalement aux effets de la pression de la lumière solaire - sont en excellent accord avec nos résultats théoriques. L'altitude du périgée présente une oscillation de grande amplitude (approximativement égale à 600 km) et de longue période (approximativement égale à 300 jours), qui a une influence décisive sur la durée de vie d'Echo I. Notre meilleure estimation actuelle est que le ballon sera détruit au cours de l'été 1963. »
10. ↑  Encyclopédie soviétique de l'astronautique mondiale, p. 428-429.
11. ↑  Staugaitis, C. & Kobren, L. "Mechanical And Physical Properties of the Echo II Metal-Polymer Laminate (NASA TN D-3409)," NASA Goddard Space Flight Center (1966)
12. ↑  Fusées et Astronautique, p. 395.
13. ↑  Encyclopédie soviétique de l'astronautique mondiale, p. 440-441.
14. ↑  (en) Mike Gray, Angle of attack : Harrison Storms and the race to the moon, New York, W.W. Norton, 1992, 304 p. (ISBN 978-0-393-01892-9 et 978-0-393-32513-3, OCLC 25317678, présentation en ligne).
15. ↑  « Arno Penzias - Biographical », sur nobelprize.org